# Вакханалия (балет Дали)
«Вакхана́лия» (англ. Bacchanale) — балет в постановке Л. Ф. Мясина на музыку из первого действия оперы Р. Вагнера «Тангейзер». Сценография С. Дали. Первый показ состоялся 9 ноября 1939 года силами труппы Русский балет Монте-Карло в Метрополитен-опера, Нью-Йорк.

## История
Леонид Мясин для труппы Русский балет Монте-Карло под руководством Сержа Дэнема (Сергея Ивановича Докучаева) поставил в США три балета по сценариям и в оформлении Сальвадора Дали:
- 1939 — «Вакханалия» на музыку Р. Вагнера[2][1]
- 1941 — «Лабиринт» на музыку Ф. Шуберта[2][1]
- 1944 —  «Безумный Тристан» на музыку Р. Вагнера в аранжировке И. Г. Бутникова[2][5]

Перед началом Второй мировой войны  Сальвадор Дали предложил Леониду Мясину поставить балет на музыку Рихарда Вагнера. За основу совместной работы была взята вакханалия из «Грота Венеры» первого действия оперы «Тангейзер». Балетмейстер писал в воспоминаниях: «Дали настаивал на том, что вагнеровская музыка для сцены в гроте Венеры никогда не устареет, что только исполнение её стало стандартным, а потому скучным, что у нас есть возможность рискнуть и подать её в совершенно новой интерпретации». До совместной с Дали работы Мясина вакханалия в сцене «Грот Венеры» ставилась как хореографический номер в третьей четверти XIX века знаменитой Люсиль Гран.
Репетиции проходили в Париже в начале войны. Вместе с Дали над эскизами костюмов работала Коко Шанель. Мясин торопил художника скорее осуществить постановку, поэтому на премьере артисты выступали в костюмах Барбары Каринской. Согласно данным Е. Я. Суриц, сохранились кадры съёмки репетиции балета.
Несмотря на то, что Мясин в значительной мере обладал авторским правом на основании контракта, данная совместная работа может скорее расцениваться не как «балет балетмейстера», а как «балет художника», что имело место при анализе вклада Пикассо во время создания балета «Меркурий». Мясин отметил, что не вторгался в сценическое воплощение «Вакханалии», поэтому его хореография была вспомогательной и зависела от воли оформителя. Балетмейстер писал, что не ощущал той свободы реализации своих идей, какой обладал при постановке «Фантастической симфонии», а погружение в царство безумных снов, кошмарная символика сюрреалистических декораций и костюмов Дали чем-то подавляла его.

## Сюжет
Главным персонажем выступает венценосный почитатель Вагнера Людвиг Второй Баварский, а в сценическом действии балета воплощаются воображаемые им картины, виде́ния. Король Людвиг воображает себя Тангейзером, но воспринимает Венеру за дракона, поскольку данный персонаж выступает с рыбьей головой.
Мясин сжато описал сценарий Дали: «Он называл работу „первым параноическим представлением“, подразумевая таким образом фрейдистскую интерпретацию сумасшедших попыток Людвига жить мифами вагнеровских опер. В этом смешении символизма, психологии, фантазии и реальности мы показали Людвига, вообразившего себя Тангейзером, встречающего Венеру (в исполнении Нини Тейладе) и почти ослепшего от лучезарного виде́ния. Она превращается в дракона, и, как Лоэнгрин, Людвиг убивает его. Но зрение становится всё хуже, и его последнее виде́ние, когда он умирает, надевая шлем Лоэнгрина и пилигримское одеяние Тангейзера, — Леда, обнимающая лебедя, — „символ“, по словам Дали, „гетеросексуальной любви“. Финальными символами смерти Людвига были небольшой зонтик и Лола Монтес, появлявшаяся из брюха лебедя».

## Премьера
- 1939, 9 ноября — «Вакханалия», на музыку балетного акта из «Тангейзера» Р. Вагнера. Сценарий и оформление С. Дали, хореография Л. Мясина. Метрополитен-опера, Нью-Йорк[1]. Сюрреалистический балет был обозначен в программе как «первое параноическое представление»[4]. Действующие лица: Людвиг Второй Баварский[4], Лола Монтес (возлюбленная Людвига Первого Баварского)[11], Венера (Нини Тейладе), Захер-Мазох и его жена, сатир, нимфы, фавны, Леда[9], партнёр которой изображал неподвижного лебедя[12].

Дали не смог избежать скандала, так как Нини Тейладе выступала в костюме телесного цвета, что было воспринято как отсутствие одежды. Балет долгое время не был представлен в Европе — вплоть до его возобновления Леонидом Мясиным.

## Возобновление
- 1966 — новая версия в хореографии Леонида Мясина на первом Вечере балета Монте-Карло по случаю столетия основания Монте-Карло[3]

## Символизм
Изобилующий богатыми символами и аллюзиями сюжет представляет благодатную почву для исследований. Лесли Нортон (Leslie Norton), автор биографии Леонида Мясина, отметила, что после исчезновения Людвига Второго Баварского его тело не было найдено, единственное, что обнаружили при поисках, был плавающий на воде зонтик. Такой же атрибут изображён как зонтик Чемберлена на создававшейся одновременно с балетом картине «Загадка Гитлера» (1939), о которой художник писал следующее: «Она представляет собой конденсированный репортаж о серии снов, явно навеянных событиями Мюнхена. <…> Зонтик Чемберлена присутствует на этом полотне как нечто зловещее, вроде нетопыря, и в то время, когда я писал картину, он будил во мне какое-то крайне мучительное чувство». В балете окружённый светящимися черепами большой чёрный зонт символизирует смерть героя.

## Оценки
Согласно мемуарам Мясина, первый показ «Вакханалии» дал богатую пищу для дискуссий. После премьеры критик The New York Times Джон Мартин дал нелестную оценку работе: «воспринимать подобный балет как серьёзный пример психоанализа или вообще как важное произведение искусства было бы серьёзной ошибкой».
Александра Данилова в интервью 1978 года заявила, что в балете были изображены все сексуальные пороки.